# 埃索
埃索（英文：Esso）是埃克森美孚旗下的其中一個加油站品牌，其英文名稱來自其前身標準石油（Standard Oil）的簡稱（S.O.讀音近似Es-so）。

## 历史
1972年，埃索在美國的埃索加油站被艾克森品牌取代，但世界上其他地方仍有使用埃索品牌。美孚石油併入埃克森美孚後，埃索成為埃克森美孚在全球主要的加油站品牌，以美孚作為獨家品牌的澳大利亞、關島、墨西哥、尼日利亞和新西蘭等地方除外，加拿大、哥倫比亞和埃及則同時有埃索和美孚加油站，其餘地方的美孚加油站已被埃索品牌取代，埃索潤滑油系列則被美孚品牌取代。在某些地區，例如香港及澳門，旗下的罐裝石油氣業務中文仍然以「標準」為品牌，中文全稱為「標準石油氣」。
其品牌英文名字“Esso”中的“S”和“O”来自美国已解散的公司—标准石油（Standard Oil）。

## 會員獎賞計劃
埃索於香港、新加坡等地均推行專門針對車主使用的 Esso Smiles 會員獎賞計劃，當中車主可以到當地油站申請免費加入 Esso Smiles 會員，日後於 Esso 或東方石油油站消費時，可以累積 Esso Smiles 積分。積分可以兌換成現金券或其他禮品，甚至可以兌換成其他會員計劃的積分，例如「亞洲萬里通（Asia Miles）」飛行里數等。

## 图库

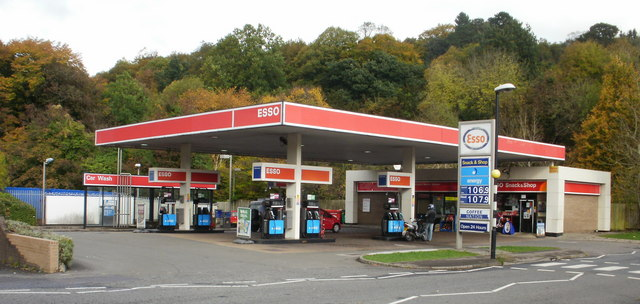
英國龐蒂浦的埃索油站
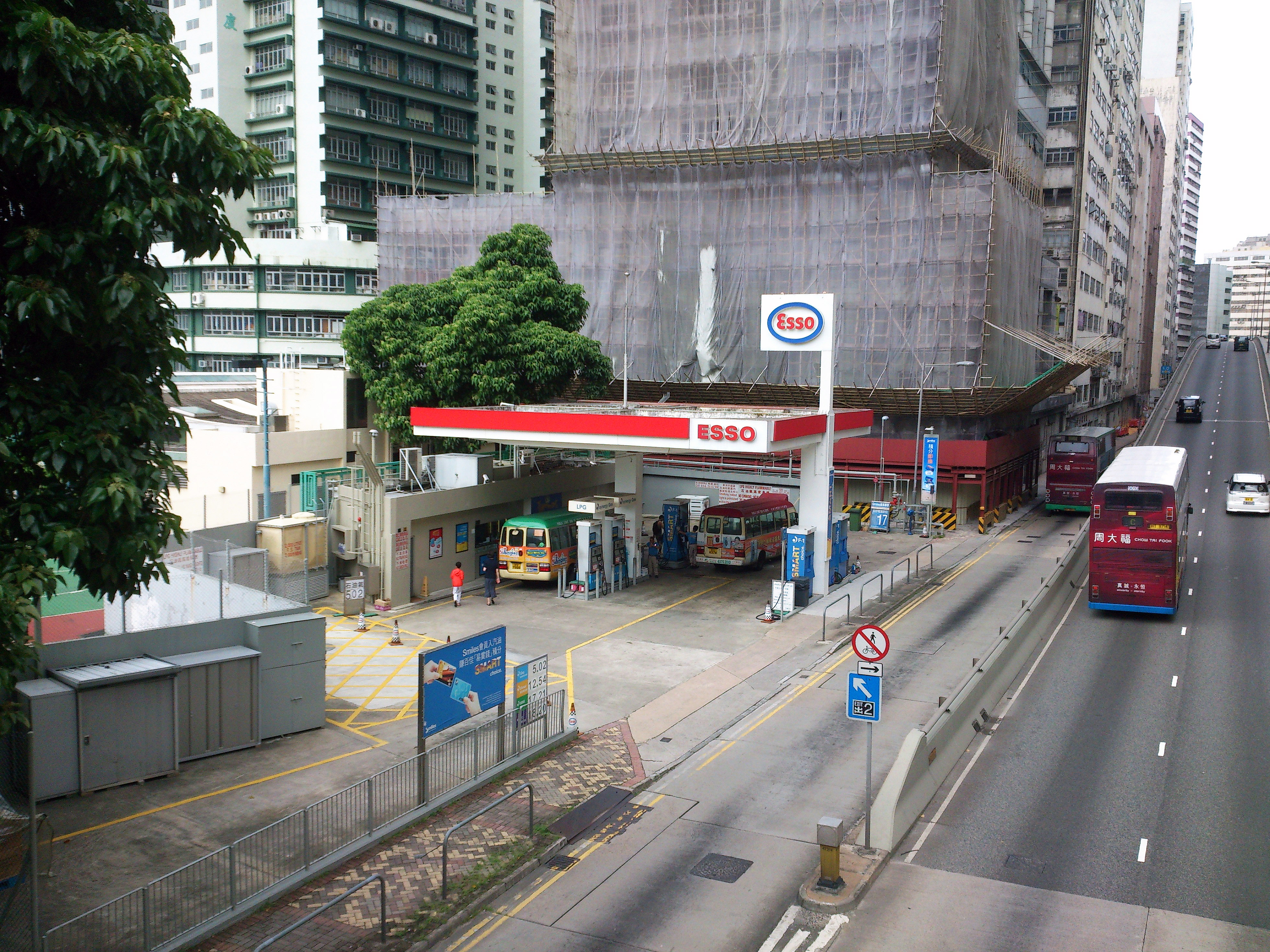
香港黃竹坑的埃索油站
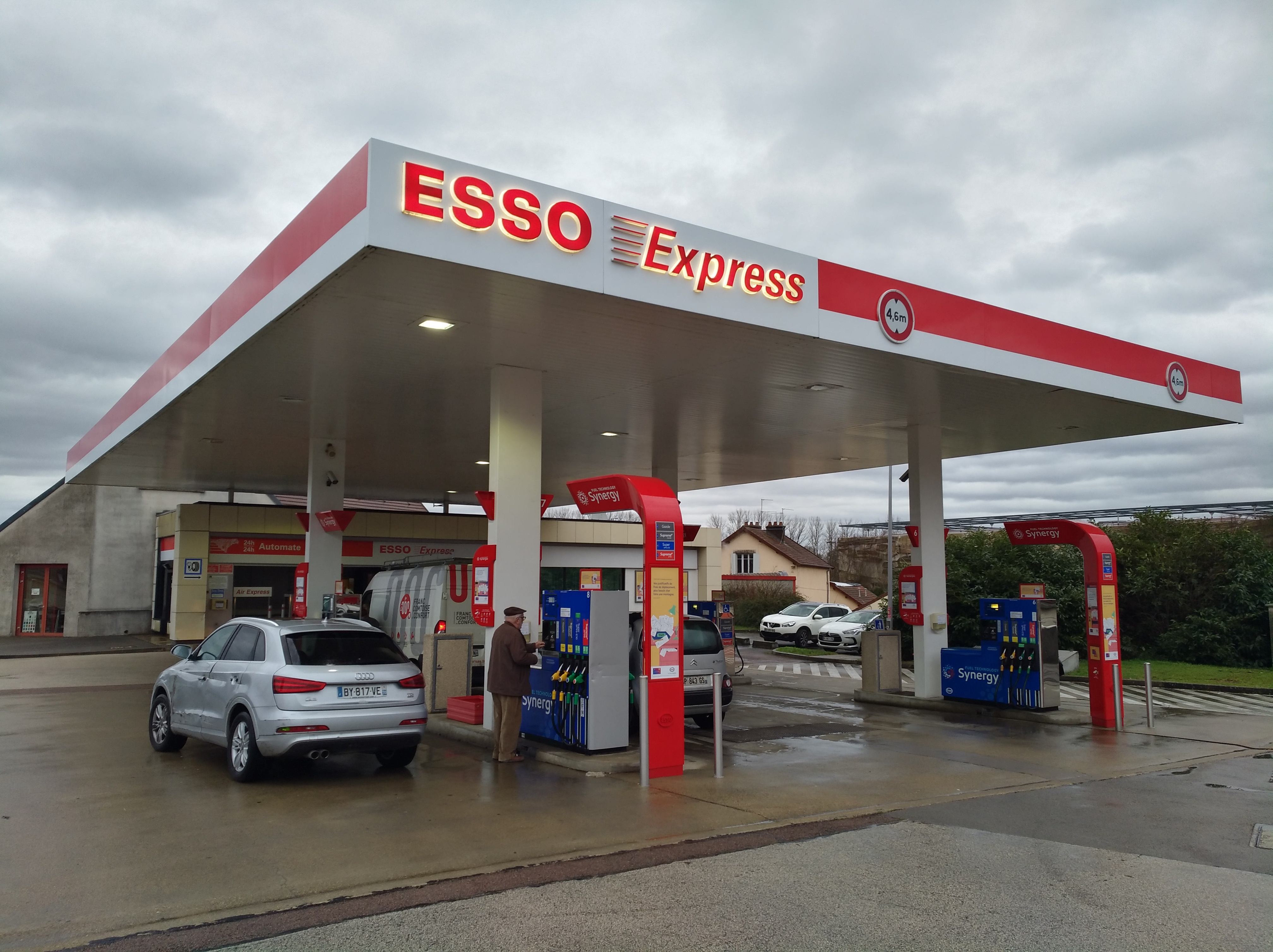
2018年1月，位于多勒（法国汝拉省）的埃索加油站。

## 外部連結
- 埃索官方網站 （页面存档备份，存于）